# لوني دونيغان
أنطوني جيمس «لوني» دونيغان (بالإنجليزية: Anthony James "Lonnie" Donegan)‏ هو مغني اسكتلندي (29 أبريل 1931 – 3 نوفمبر 2002).

## روابط خارجية
- لوني دونيغان على موقع IMDb (الإنجليزية)
- لوني دونيغان على موقع ميوزك برينز (الإنجليزية)
- لوني دونيغان على موقع أول ميوزيك (الإنجليزية)
- لوني دونيغان على موقع ديسكوغز (الإنجليزية)